# Glen Innes (Nouvelle-Zélande)
Glen Innes est une banlieue de la ville d’Auckland, dans l’Île du Nord en Nouvelle-Zélande.

## Situation
Elle est localisée à 9 kilomètres vers l’est du centre-ville de la cité d’Auckland, près de l’eau au niveau l’estuaire du fleuve Tamaki. 

### Municipalités limitrophes
C’est le siège de la gare de gare de Glen Innes (en)

## Toponymie
Glen Innes tire son nom d’une grande ferme, qui appartenait à William Innes Taylor, qui habitait là. 
Il y avait alors 4 frères  Taylor  habitant à Auckland, les fils d’un britannique, qui avait fait une carrière militaire en Inde. 
3 des 4 frères possédaient une ferme dans cette zone, où ils avaient construit leurs maisons: William Innes Taylor à Glen Innes, Richard James Taylor à Glendowie et Charles John Taylor à Glen Orchard (maintenant Saint Heliers). 
Leur frère  Allen Kerr Taylor  avait une ferme installée à Mount Albert, dont la maison s’appelait Alberton.

## Installations
Les rues principales de Glen Innes sont Line Road, Taniwha Street et Apirana Avenue, qui desservent le centre de la cité.  
Glen Innes possède une station de train sur la ligne principale de l’est (en) du réseau de la Auckland Rail Network (en), et est un hub pour les bus de la partie est de l’isthme d’Auckland de la Metrolink (en).
Glen Innes a pour la plus grande partie, constitué une banlieue surtout pour les classes ouvrières à faibles revenus avec la construction d’environ 1 500 logements publics.

## Développement des conflits
Dans un effort pour améliorer la qualité des hlm (logements publics (en)) dans Glen Innes, le Gouvernement introduisit "Talbot Park", une zone de grande densité d’habitation, consistant pour la plupart en appartements-types.
Il y a eu des actions de protestation à Glen Innes concernant la proposition de développer le parc existant de maisons appartenant à l’état .
Les projets de construction de maisons en Nouvelle-Zélande (en) pour remplacer les anciennes maisons sur une grande partie des terrains avec un " développement plus intensif," comprend la conversion en propriétés privées et la vente avec bénéfices à des lotisseurs, tels que le groupe du magnat de la propriété, Murdoch Dryden. 
Ceci implique l’expropriation des habitants de leurs propriétés, certains ayant vécu là pendant une longue période. 
Il y eut un certain nombre de morts rapportés parmi les plus âgés des propriétaires durant le processus de relocalisation. 
De ces nombreux mouvements de protestations, il en a résulté un arrêt de l’expérience, impliquant le MP Hone Harawira (en) du parti Mana (en). 
En certaines occasions, cela donna lieu à des brutalités policières, qui ont été rapportées par les médias .  
La structure de gestion de “Housing New Zealand” argumenta que ce développement pourrait  "faire un meilleur usage des terres" et permettre de fournir une provision de maisons de plus haute qualité pour leurs habitants, mais toutefois des membres de la communauté argumentèrent que ce processus de gentrification, déchire les liens sociaux .

## Autres lectures
- (en) Delving Into The Past Of Auckland's Eastern Suburbs; section 6, St Heliers Bay. Elizabeth T. Jackson. Premier Print Services 1976.